# Высшая лига (фильм)
«Высшая лига» (англ. Major League) — кинофильм, комедия режиссёра Дэвида Уорда. Премьера состоялась 7 апреля 1989 года. Фильм дебютировал на первой строчке по кассовым сборам уикэнда.

## Сюжет
Новый владелец бейсбольной команды «Кливленд Индианс» Рейчел Фелпс заинтересована в проигрыше, чтобы продать команду в другой город. С этой целью она набирает новый состав из травмированных игроков, не попавших в другие команды, и ветеранов. Затем хозяйка начинает строить козни против своих спортсменов, экономить на бюджете.
«Индейцы» вступают в чемпионат и начинают с череды обидных поражений. У членов команды есть свои проблемы, которые порождают трения внутри коллектива. Питчер Рикки Вон никак не может натренировать свой природный великолепный бросок. Оказывается у него плохое зрение и ему были нужны очки. Ветеран Джейк Тейлор испытывает проблемы со своей сложной семейной жизнью и застарелой травмой. Педро Серрано — идолопоклонник возносящий молитвы своим богам, которые помогут ему отражать сложные удары. Его религиозные убеждения нравятся не всем. Тем не менее, узнав о замысле руководства расформировать коллектив по окончании турнира, команда наперекор судьбе решает биться за первенство. Разношёрстная компания постепенно находит общий язык и приходят первые победы.
Дело доходит до решающей игры за победу с принципиальным противником «Нью-Йорк Янкис». В тяжёлом поединке решающие очки приносят Рикки Вон, Джейк Тейлор и Вилли Хейс. «Индейцы» выигрывают чемпионат страны.

## В ролях
| Актёр           | Роль            |
| --------------- | --------------- |
| Том Беренджер   | Джейк Тейлор    |
| Чарли Шин       | Рикки Вон       |
| Корбин Бернсен  | Роджер Дорн     |
| Маргарет Уиттон | Рейчел Фелпс    |
| Джеймс Гэммон   | тренер Лу Браун |
| Рене Руссо      | Линн Уэллз      |
| Уэсли Снайпс    | Уилли Мэйз Хэйз |
| Челси Росс      | Эдди Харрис     |
| Деннис Хэйсберт | Педро Серрано   |
| Нил Флинн       | докер           |

## Награды и номинации
- В 1990 году фильм был номинирован на премию Японской киноакадемии в категории «Лучший фильм на иностранном языке».

## Отзывы
Фильм получил в основном положительные рецензии. На сайте Rotten Tomatoes у фильма 82 % положительных рецензий из 39.